# Municipio de Sheffield (Indiana)
El municipio de Sheffield (en inglés: Sheffield Township) es un municipio ubicado en el condado de Tippecanoe en el estado estadounidense de Indiana. En el año 2010 tenía una población de 3865 habitantes y una densidad poblacional de 41,07 personas por km².

## Geografía
El municipio de Sheffield se encuentra ubicado en las coordenadas 40°21′35″N 86°45′17″O / 40.35972, -86.75472. Según la Oficina del Censo de los Estados Unidos, el municipio tiene una superficie total de 94.1 km², de la cual 94,08 km² corresponden a tierra firme y (0,02 %) 0,02 km² es agua.

## Demografía
Según el censo de 2010, había 3865 personas residiendo en el municipio de Sheffield. La densidad de población era de 41,07 hab./km². De los 3865 habitantes, el municipio de Sheffield estaba compuesto por el 96,2 % blancos, el 0,54 % eran afroamericanos, el 0,23 % eran amerindios, el 0,26 % eran asiáticos, el 1,42 % eran de otras razas y el 1,35 % eran de una mezcla de razas. Del total de la población el 3,98 % eran hispanos o latinos de cualquier raza.